# Mönchbatyn Batdawaa
Mönchbatyn Batdawaa (* 10. September 1995; mongolisch Мөнхбатын Батдаваа, international bekannt als Batdavaa Munkhbat) ist ein mongolischer Badmintonspieler. 

## Karriere
Mönchbatyn Batdawaa startete 2012 beim Korea Open Grand Prix 2012. 2013 nahm er an den Badminton-Asienmeisterschaften teil, 2014 an den Asienspielen. Bei den genannten Starts schied er dabei jeweils in der Vorrunde aus. 